# The Blues Are Still Blue
The Blues Are Still Blue är den andra singeln från Belle and Sebastians The Life Pursuit. Låten släpptes i april 2006 på Rough Trade Records och producerades av Tony Hoffer. 

## Låtlista

### CD
1. "The Blues Are Still Blue" – 4:08
2. "The Life Pursuit" – 4:34
3. "Mr. Richard" – 2:35

### 7" vinyl
1. "The Blues Are Still Blue" – 4:09
2. "Whiskey in the Jar" – 4:44

### DVD
1. "The Blues Are Still Blue" (video)
2. "Roy Walker" (live i The Botanics)